# Evarcha cancellata
Evarcha cancellata là một loài nhện trong họ Salticidae.
Loài này thuộc chi Evarcha. Evarcha cancellata được Eugène Simon miêu tả năm 1902.